# (5775) Inuyama
(5775) Inuyama es un asteroide perteneciente al cinturón de asteroides descubierto el 29 de septiembre de 1989 por Yoshikane Mizuno y el también astrónomo Toshimasa Furuta desde el Kani Observatory, Kani, Japón.

## Designación y nombre
Designado provisionalmente como 1989 SP. Fue nombrado Inuyama en homenaje a Inuyama, ciudad ubicada en la parte norte de la prefectura de Aichi. Rica en belleza natural y con el Parque Nacional del río Hida-Kiso, también es conocida por sus eventos tradicionales, como el paseo rápido Nihon-Rhine y la pesca con cormoranes Inuyama. También cuenta con una arquitectura históricamente valiosa, incluido el donjon más antiguo de Japón (en el Castillo de Inuyama) y el Tea Arbor JO-AN. Ambos son tesoros nacionales.

## Características orbitales
Inuyama está situado a una distancia media del Sol de 2,571 ua, pudiendo alejarse hasta 3,050 ua y acercarse hasta 2,092 ua. Su excentricidad es 0,186 y la inclinación orbital 11,25 grados. Emplea 1505,95 días en completar una órbita alrededor del Sol.

## Características físicas
La magnitud absoluta de Inuyama es 12,8. Tiene 7,385 km de diámetro y su albedo se estima en 0,337. 